# Косьма Пречистанский

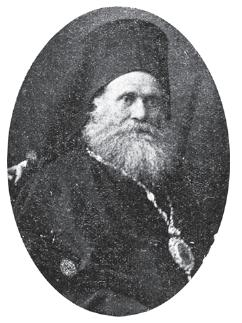

Митрополит Косма (болг. Митрополит Козма, в миру Константин Пречистанский, болг. Константин Пречистански; 1836, деревня Орланци — 11 января 1916, Кичево) — епископ Болгарской православной церкви, митрополит Дебрский.

## Биография
Родился в 1836 году в деревне Орланци, которая в то время входила в состав Османской империи (Ныне находится на территории Бывшей югославской Республики Македония) . Учится в Велесе при Йордане Хаджиконстантинове Джиноте, потом в Крушеве, в Монастире при Райко Жинзифове, и в Скопье.
Оставшись сиротой, поступает в Кичевский монастырь Богородицы Пречистой, где становится иеромонахом, затем — архимандритом, а с 1873 года — игуменом монастыря. Проводит реформы в монастырской школе и ведёт борьбу с «грекоманией» (то есть против славяноязычного населения остававшегося верным Константинопольскому патриарху).
В мае 1874 года Косма Пречистанский собирает всех священников в округе, и они подписывают протокол о присоединении к Экзархии, подтверждённый позже кметами 60 деревень.
Дебрьский митрополит Анфим (Гедзис) воспротивился этому, и по повелению Али Саиба паши Косьму арестовывают в Монастире и ссылают на один месяц на Афон.
Освобождён в 1876 году и стал архивариусом и ефимерием при Болгарском экзархате в Константинополе.
После Освобождения Болгарии в 1878 году становится экзаршим наместником в столице Восточной Румелии — Филиппополе (Пловдиве) перед двумя восточнорумелийскими митрополитами — Пловдивским и Сливенским, и перед Постоянным комитетом. На него были возложены важные задачи по восточнорумельскому правительству.
7 апреля 1878 года подписал обращение от Дебрьской епархии (вместе с Димитром Поповым от Костурской (Кастория) и Могленской, Наумом Спространовым от Охридской и архимандритом Феодосием от Драмско-Серской) к великому князю Николаю Николаевичу, в которой отвергал утверждения о греческом характере населения в Македонии и просил входа русских войск в область.
В 1881 году экзаршему наместнику Мефодию Кусеву в сотрудничестве с драгоманом при российском консульстве в Салониках, Наумом Спространовым, удаётся организовать избрание архимандрита Косьмы Пречистанского председателем Солунской болгарской общины. Косьма переехал в Салоники, где 7 лет преподавал в новооснованной Солунской болгарской мужской гимназии.
С 1888 до 1897 годы Косьма являлся главой болгарских муниципалитетов в Дебыре, Монастире и Кастории, где заменил Тырпо Поповского.
21 декабря 1897 года был избран митрополитом Дебрьским, а в Касторие заменён Николой Шкутовым.
Оставался на кафедре до 1913 года, когда был изгнан новыми сербскими властями после того как регион в результате Балканских войн перешёл от осман к Сербии.
В том же году берёт на себя управление Неврокопской епархией, где был митрополитом до 1 июня 1915 года.
После входа болгарских войск в Вардарскую Македонию в 1915 году в ходе Первой мировой войны Митрополит Косма возвращается в свою епархию.
Скончался 11 января 1916 года в Кичеве.